# Communauté de communes Le Horps-Lassay
La communauté de communes Le Horps-Lassay est une ancienne communauté de communes française, située dans le département de la Mayenne et dans la région Pays de la Loire.

## Histoire
La communauté de communes du Horps est créée le 19 novembre 1993. En 2002, étendue aux communes du Sivom de Lassay, elle devient la communauté de communes Le Horps-Lassay.
Le 1er janvier 2016, la communauté de communes Le Horps-Lassay et la communauté de communes du Pays de Mayenne fusionnent pour former la communauté de communes « Mayenne Communauté ».

## Territoire communautaire

### Composition
La communauté de communes regroupait treize communes du canton de Lassay-les-Châteaux (les six de l'ancien territoire du canton de Lassay-les-Châteaux et sept de celui du Horps) :
| Nom                      | Code Insee | Gentilé                 | Superficie (km2) | Population (dernière pop. légale) | Densité (hab./km2) |
| ------------------------ | ---------- | ----------------------- | ---------------- | --------------------------------- | ------------------ |
| Le Horps (siège)         | 53116      | Horpéens                | 23,27            | 762 (2014)                        | 33                 |
| Champéon                 | 53051      | Champéonnais            | 21,15            | 575 (2014)                        | 27                 |
| La Chapelle-au-Riboul    | 53057      | Chapellois              | 13,10            | 509 (2014)                        | 39                 |
| Charchigné               | 53061      | Charchignéens           | 14,91            | 512 (2014)                        | 34                 |
| Hardanges                | 53114      | Hardangeois             | 18,48            | 198 (2014)                        | 11                 |
| Le Housseau-Brétignolles | 53118      | Housséens-Brétignollais | 9,31             | 263 (2014)                        | 28                 |
| Lassay-les-Châteaux      | 53127      | Lasséens                | 57,63            | 2 370 (2014)                      | 41                 |
| Montreuil-Poulay         | 53160      | Montreuillois           | 16,24            | 390 (2014)                        | 24                 |
| Rennes-en-Grenouilles    | 53189      | Rennais                 | 7,86             | 114 (2014)                        | 15                 |
| Le Ribay                 | 53190      | Ribayéens               | 17,36            | 458 (2014)                        | 26                 |
| Sainte-Marie-du-Bois     | 53235      | Samaritains             | 11,34            | 217 (2014)                        | 19                 |
| Saint-Julien-du-Terroux  | 53230      | Saint-Juliennois        | 11,29            | 270 (2014)                        | 24                 |
| Thubœuf                  | 53263      | Thuboviens              | 13,88            | 295 (2014)                        | 21                 |

## Administration

### Siège
Le siège de la communauté de communes est situé au Horps, 22 rue des Forges.

### Liste des présidents
| Période    | Période                  | Identité          | Étiquette | Qualité |
| ---------- | ------------------------ | ----------------- | --------- | --- |
| 1993       | avril 2001               | Georges Dessaigne | UDF-CDS   | Maire du Horps (1977 → 1995) Conseiller général du Horps (1982 → 2001) Sénateur de la Mayenne (1995 → 1997) |
| avril 2001 | février 2002 (démission) | Jean-Claude Maroë | DVD       | Maire de Champéon (1995 → 2002)                                                                             |

| Période   | Période       | Identité       | Étiquette | Qualité                                 |
| --------- | ------------- | -------------- | --------- | --------------------------------------- |
| mars 2002 | décembre 2015 | Patrick Soutif | SE        | Adjoint au maire du Horps (2001 → 2020) |